# Traducción (sociología)
En la teoría del actor-red (ANT), la traducción es el proceso que permite que una red sea representada por una única entidad, que puede ser en sí misma un individuo u otra red. Abarca todas las negociaciones, intrigas, cálculos y actos de persuasión, gracias a los cuales un actor (o actante) toma autoridad para hablar o actuar en nombre de otros actores. Según la ANT, un actor es un actante, algo hecho para actuar, por lo que incluye tanto entidades humanas como no humanas. Los no humanos pueden tener intereses, pueden inscribir a otros, exactamente igual que los humanos.
El concepto de traducción fue desarrollado por el filósofo francés Michel Serres y aplicado a la sociología por Michel Callon.

## Algunos elementos de la traducción.
En 1984, Callon publicó el influyente artículo "Algunos elementos de una sociología de la traducción", en el que se examina el desarrollo progresivo de nuevas relaciones sociales a través de la constitución de supuestos conocimientos científicos. Debido al declive de las poblaciones de vieiras en toda Francia a principios de la década de 1970, tres biólogos marinos desarrollaron una estrategia de conservación con la intención de preservar la domesticación de las vieiras. Los investigadores incorporaron a su estudio a otros tres actores: sus colegas científicos, los pescadores de la bahía de St. Brieuc y las vieiras. El desarrollo progresivo de las relaciones sociales entre estos actores consta de cuatro fases ("momentos de traducción") que, en conjunto, dan lugar a la traducción:
1. Problematización - la definición de la naturaleza del problema en una situación específica por un actor (un grupo o un individuo) y el consiguiente establecimiento de dependencia.
2. Interposición - "encerrar" a otros actores en los papeles que se les propusieron en el planteamiento del actor para resolver ese problema.
3. Inscripción: definición e interrelación de las funciones asignadas a otros agentes en el paso anterior.
4. Movilización - garantizar que los supuestos portavoces de las entidades colectivas relevantes sean debidamente representativos de todos los miembros de la red que actúan como agente único.

En sociología, la traducción es un proceso que crea una situación en la que unos actores controlan a otros como consecuencia de los desplazamientos y transformaciones realizados por un actor. Por ejemplo, los tres investigadores se establecieron como punto de paso obligado en la red de relaciones que estaban construyendo, lo que les hizo indispensables en la red. Esto constituye la fase de problematización. La problematización es la actividad que realizan, en este caso, los tres investigadores para imponer y estabilizar la identidad de los demás actores. Si tiene éxito, confirma la validez de la fase de problematización, así como las alianzas que implica. En el mejor de los casos, la intercesión logra la inscripción, en la que los tres investigadores definen e interrelacionan los distintos papeles que asignan a los demás actores. Por último, las alianzas se movilizan cuando la inscripción se transforma en apoyo activo.
La traducción sociológica es un proceso, nunca completamente realizado, que puede convertirse en una lucha de poder en la que unos pocos ocupan el centro del escenario mientras que otros actores son silenciados. En el artículo de Callon, debido al punto de paso obligado, todos los actores acaban siendo representados por los tres investigadores que actúan y hablan en su nombre. De este modo, los otros actores quedan mal representados por los tres investigadores. La insatisfacción de otros actores conduce entonces a la controversia, que modificó la identidad y las características de los actores y, en consecuencia, la red de relaciones construida se desintegró.